# Becky Wilczak
Rebecca „Becky” Wilczak (ur. 5 sierpnia 1980 w Berwyn) – amerykańska saneczkarka, medalistka mistrzostw świata seniorów i juniorów.
Pierwszy sukces w karierze odniosła na mistrzostwach świata juniorów zdobywając w 2000 roku brąz w jedynkach kobiet. Na igrzyskach startowała jeden raz, w 2002, zajmując piąte miejsce. Największy sukces odniosła w 2001 zostając trzecią zawodniczką świata w drużynie. W Pucharze Świata startowała od sezonu 1999/2000 do 2001/2002. Najlepszym miejscem w klasyfikacji generalnej była piąta pozycja wywalczona w sezonie 2001/2002. Jeden raz stała na podium.
W 2002 roku zakończyła karierę.

## Osiągnięcia

### Igrzyska olimpijskie
| Rok  | Miejsce        | Jedynki |
| ---- | -------------- | ------- |
| 2002 | Salt Lake City | 5.      |

### Mistrzostwa świata
| Rok  | Miejsce      | Jedynki | Drużyna mieszana |
| ---- | ------------ | ------- | ---------------- |
| 1999 | Königssee    | 12.     | 5.               |
| 2000 | Sankt Moritz | 8.      | 4.               |
| 2001 | Calgary      | 11.     | 3.               |

### Mistrzostwa Europy
| Rok  | Miejsce    | Jedynki | Drużyna mieszana |
| ---- | ---------- | ------- | ---------------- |
| 2000 | Winterberg | 7.      | 11.              |

### Puchar Świata

#### Miejsca w klasyfikacji generalnej
| Sezon     | Miejsce |
| --------- | ------- |
| 1999/2000 | 11.     |
| 2000/2001 | 10.     |
| 2001/2002 | 5.      |

#### Miejsca na podium chronologicznie
| Nr | Dzień             | Rok  | Miejscowość | 1. Zjazd | Wynik 1. | 2. Zjazd | Wynik 2. | Łączny czas  | Lokata | Strata   | Zwycięzca       | Przypisy |
| -- | ----------------- | ---- | ----------- | -------- | -------- | -------- | -------- | ------------ | ------ | -------- | --------------- | -------- |
| 1. | 24 – 25 listopada | 2001 | Lake Placid | 44.282 s | 2.       | 44.854 s | 1.       | 1:29.136 min | 2.     | +0.155 s | Sonja Wiedemann | -        |